# Balkanvallört
Balkanvallört (Symphytum bulbosum) är en växtart i familjen strävbladiga växter.